# Marián Čišovský
Marián Čišovský (Humenné, 2 de novembro de 1979 – 28 de junho de 2020) foi um futebolista profissional eslovaco que atuava como defensor pelo Viktoria Plzeň.

## Carreira
Marián Čišovský representou a Seleção Eslovaca de Futebol, nas Olimpíadas de 2000. 

## Morte
Morreu aos 40 anos de idade, em 28 de junho de 2020, de esclerose lateral amiotrófica, doença que ele sofria desde 2014.